# Koningin Wilhelmina (schip, 1927)
Het MS Koningin Wilhelmina was een diesel-elektrisch aangedreven veerboot, gebouwd in 1927 bij J. & K. Smit in Kinderdijk voor de Provinciale Stoomboot Diensten in Zeeland. De boot kon 42 auto's en 800 passagiers vervoeren. Samen met het MS Prins Hendrik en het MS Prinses Juliana waren dit de kopladingboten van de dienst.
In 1958 werd de boot verkocht aan de TESO om dienst te doen tussen Den Helder en Texel, dit omdat de TESO door de kosten van de nieuwe veerhaven 't Horntje geen geld voor een nieuwe boot had. De boot kreeg in verband met de leeftijd snel de bijnaam "opoe". De boot is in 1967 als veerboot afgevoerd, had daarna nog diverse eigenaren, waaronder bergingsbedrijf Smit Tak, en werd eind jaren tachtig gesloopt.